# Joe Allen
Joseph Michael Allen (Carmarthen, 14 de março de 1990), mais conhecido como Joe Allen é um ex-futebolista galês que atuava como volante.

## Trajetória

### Swansea City
Nascido em Carmarthen, Allen começou sua carreira jogando por um time local chamado Tenby. Allen entrou para o Time Juvenil do Swansea City aos nove anos de idade. Allen fez sua estréia no time principal na derrota por 6-3 para Blackpool, na última partida da League One.
Na temporada 2007-08, Allen assinou seu primeiro contrato profissional, que o manteve em Swansea até 2010.
Na temporada seguinte, devido à concorrência, Allen foi emprestado ao Wrexham e na estréia marcou um gol na vitória por 3-1 sobre York City, mas seu período de empréstimo foi interrompida quando ele rompeu os ligamentos do tornozelo, que o afastou por um mês. Allen voltou da lesão, em dezembro e retornou ao Swansea.
Marcou seu primeiro gol pelo Swansea em no classico contra Cardiff City. No final da temporada, ele assinou um novo contrato de três anos até 2012. Poucos dias antes do início da Premier League 2011-12, Allen assinou um novo contrato de quatro anos com o Swansea City até 2015.

### Liverpool
Em 10 de agosto de 2012, após passar por exames médicos em Melwood, Allen assinou um contrato de longo prazo com o Liverpool em um negócio no valor de £ 15.000.000. Ele fez sua estréia Premier League em 18 de agosto de 2012, na derrota para West Bromwich por 3-0 no Estadio The Hawthorns. Marcou seu primeiro gol pelo Liverpool em 27 de janeiro de 2013, em uma derrota por 3-2 para Oldham Athletic na quarta rodada da Copa da Inglaterra. Ele marcou seu primeiro gol nas Ligas Europeias em 21 de fevereiro de 2013, em uma vitória de 3-1 sobre o Zenit na Liga Europa da UEFA.

## Seleção Nacional
Logo após assinar seu primeiro contrato profissional pelo Swansea City em 2007, Allen foi convocado para a equipe sub-21 do País de Gales, para um amistoso contra a Suécia.
Em maio de 2009 Allen fez sua estréia pela Seleção Principal do País de Gales, em um amistoso contra a Estônia.
Allen fez parte do elenco da Seleção Galesa de Futebol da Eurocopa de 2016 e Eurocopa de 2020.

### Jogos Olimpicos de 2012
Allen jogou pela Seleção Britânica de Futebol nas Olimpíadas de 2012.

## Títulos

### Clube
Swansea City
- Football League One: 2007-08
- Football League Championship: 2010–11

### Individual
- Equipe da Euro: 2016